# Sin Srakolin
Sin Srakolin je  srednje dolga sodobna pravljica, ki govori o deklici Gaji, ki z veseljem pričakuje rojstvo novega družinskega člana, posledica veselega pričakovanja pa so nenavadne sanje s sinom Srakolinom v glavni vlogi. Knjigo je napisal Vinko Möderndorfer, izšla pa je leta 1999.

## Kratek povzetek
Gaja ima pet let in skupaj s starši živi v bloku, okoli katerega je polno srak. Njena mama je noseča in Gaja komaj čaka, da se bo imela s kom igrati. Zgodba se začne z očetovo pripovedjo o srakah, ki kradejo. Gaja pomisli, da bi lahko sraka, ki živi v bližini njihovega balkona, ukradla njihovega dojenčka. S to mislijo tudi zaspi in sanja nenavadne sanje, v katerih je glavni junak dojenček Srakolin, ki ga sraka ukrade Gajini družini. Srakolin doživi različne dogodivščine in spozna Gajo s katero postaneta prijatelja.

## Predstavitev glavnih književnih oseb
Gaja je petletnica, ki nestrpno pričakuje rojstvo brata ali sestre. Ima strahove in bujno domišljijo, ki sta značilni lastnosti otrok njene starosti. Potem, ko ji oče pove zgodbo o srakah, jo skrbi, da lahko sraka ukrade njihovega dojenčka. 
Je radovedna in mamo pogosto sprašuje, kdaj bodo dobili novega člana družine, ali bo znal že govoriti... Ko spozna Srakolina jo zanima, kako mu je ime in kako je mogoče, da zna dojenček plezati po drevesih. Njegovo samostojno odkrivanje sveta si razloži na značilen otroški način. Gaja meni, da je Srakolin izgubljen otrok ali pa ga starši nočejo imeti, ker doma nimajo dovolj prostora in nimajo zanj otroške sobe. 
Je mnenja, da odrasli o določenih stvareh ne vedo ničesar in da jih je brezupno prepričevati, da bi verjeli otrokom, saj so preveč drugačni od njih.
Srakolin je glavna oseba Gajinih sanj. Izvali se iz jajca, ki ga sraka ukrade družini. Ima podobo in lastnosti človeka. Kar je pri njem nenavadno je to, da zna takoj govoriti in plezati po drevesu. Je radoveden, nagajiv, rad se skriva pred odraslimi, svet okoli njega se mu zdi zanimiv in vsak dan odkrije kaj novega. Rad ima tudi svojo prijateljico Gajo, ki jo spozna med svojim potepanjem po bližnji okolici.

## Kratka analiza
Sin Srakolin (1999) je srednje dolga sodobna pravljica. 
Poleg Gaje in sina Srakolina so v povesti še druge literarne osebe kot so: sraka, ki ukrade jajce in skrbi za Srakolina; Gajin oče, ki povzroči zaplet s svojo zgodbo o srakah; vzgojiteljica in Gajina mama, ki sta prikazani kot značilni odrasli osebi, saj ne verjameta Gajini zgodbi, ki je mnenja, da odrasli ne razumejo otroškega sveta.
Pravljica je sestavljena iz dveh delov - okvirne in vložne oziroma osrednje zgodbe. Okvirno zgodbo predstavlja večer, ko oče pred spanjem Gaji pove zgodbo o kradljivih srakah ter konec pravljice, ko oče Gaji sporoči novico o novem družinskem članu.
Vložna zgodba so Gajine sanje.
Motiv zgodbe je ukradeno jajce. 
Srakolin je slogovno zaznamovana beseda s slabšalnim pomenom.
V zgodbi je prevečkrat poudarjena Srakolinova golota in tudi besede kot so pohotnež in namigovanje na pitje alkohola ne sodijo v otroške zgodbe.
Pravljica ima podobne značilnosti zgodbe Mama je znesla jajce pisateljice Babette Cole.